# Мусић Стеван (епска народна песма)
„Мусић Стеван“ је народна епска песма косовског циклуса који обухвата песме у којима је опеван ток и исход сукоба турске и српске војске на Косову пољу 28. јуна 1389. године. Песма обрађује трагичну судбину властелина Стефана Мусића, који због сплета околности касни на Косовску битку, али ипак испуњава своју дужност и гине у боју. Први пут ју је записао Вук Стефановић Караџић у делу Пјесме јуначке најстарије, књига друга 1845.